# 71 North Street (St Andrews)

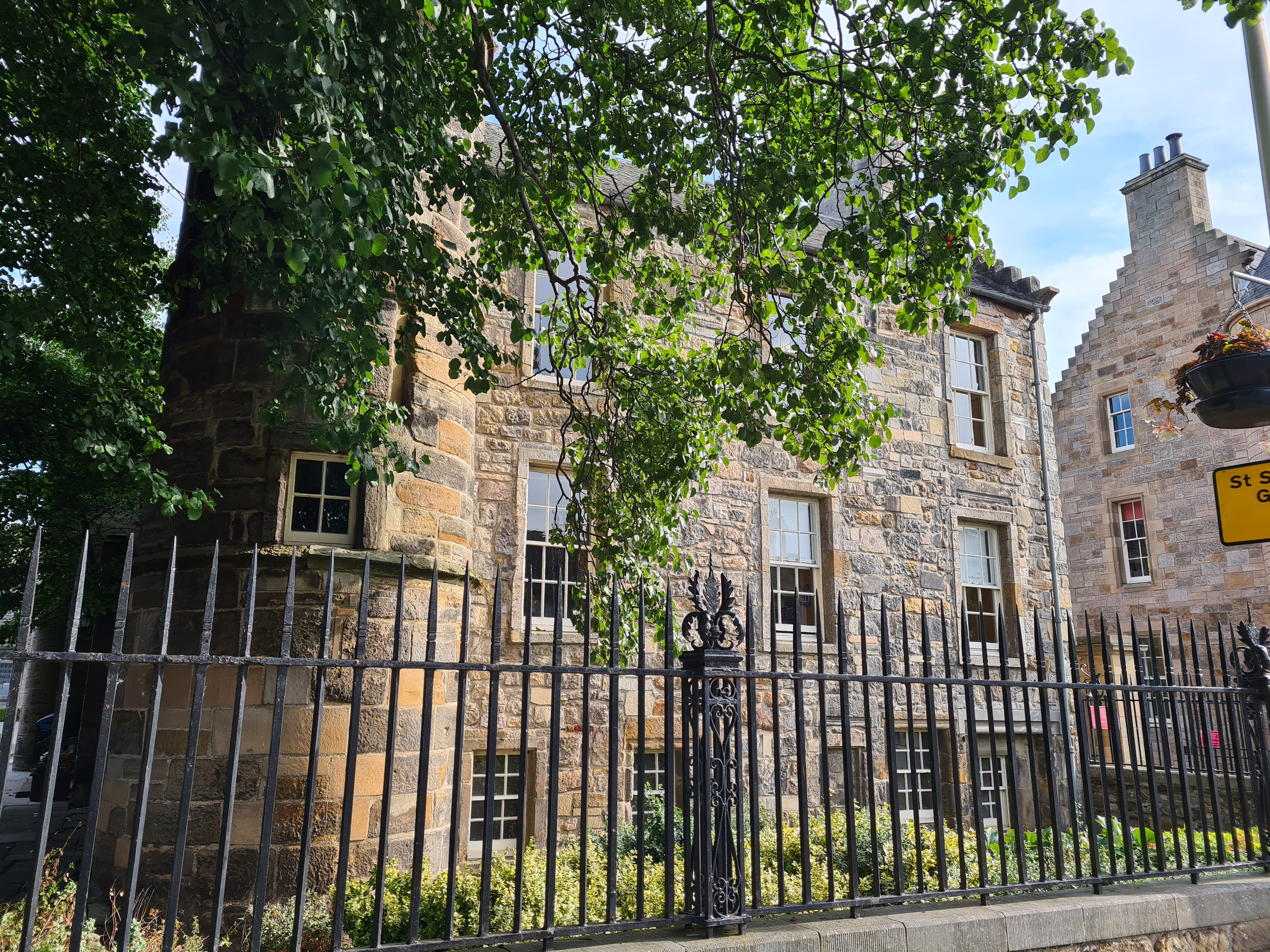
71 North Street (2022)

Unter der Adresse 71 North Street in der schottischen Stadt St Andrews in der Council Area Fife befindet sich ein Wohngebäude. 1959 wurde das Bauwerk als Einzeldenkmal in die schottischen Denkmallisten in der höchsten Denkmalkategorie A aufgenommen.

## Geschichte
Die ältesten Fragmente des Wohngebäudes stammen aus dem 15. Jahrhundert. Im Laufe der Jahrhundert wurde das Gebäude jedoch substanziell überarbeitet. Von architektonischem Interesse sind insbesondere die Arbeiten aus dem 16. und 17. Jahrhundert. 1912 wurde die Hauptfassade überarbeitet. Die Umzäunung und die Tore gestaltete der schottische Architekt Reginald Fairlie. Der Ostgiebel wurde 1971 neu aufgebaut.
Ursprünglich zählte das Gebäude zu den Besitztümern des Ritter- und Hospitalorden vom heiligen Johannes. Nach der Reformation ging es an Patrick Adamson, Erzbischof von St Andrews, über. Auch eine Verbindung mit der schottischen Königin Maria Stuart wird behauptet. Heute ist das Gebäude, wie auch die nebenliegende St Salvator’s Chapel, Teil der Universität St Andrews und wird als Bürogebäude genutzt.

## Beschreibung
Das dreistöckige Wohngebäude mit L-förmigem Grundriss steht an der Nordseite der North Street im historischen Zentrum St Andrews’ unweit der Ruinen der St Andrews Cathedral. Links schließt sich die St Salvator’s Chapel an. Die südexponierte Hauptfassade des Bruchsteinbaus ist drei Achsen weit. Im Gebäudeinnenwinkel tritt ein markanter Rundturm mit Kegeldach heraus. Die schiefergedeckten Satteldächer schließen mit Staffelgiebeln.